# フランソワ・ペルヴィス
フランソワ・ペルヴィス（François Pervis、1984年10月16日 - ）は、フランス、マイエンヌ県・シャトー＝ゴンティエ出身の自転車競技（トラックレース）選手。

## 来歴
2002年、ジュニア世界選手権自転車競技大会・チームスプリントにおいて、グレゴリー・ボジェ、ミカエル・ミュラとのトリオで優勝。エリートに転身後は、UCIトラックワールドカップでは2010年2月現在通算9勝、国内選手権では同通算6回優勝を誇る実力者。
世界選手権自転車競技大会では、1kmタイムトライアルにおいて、2008年2位、2006年と2008年3位、ケイリンでは2009年に2位に入っている。また、2004年のアテネオリンピックでは1kmTTに出場し6位入賞。しかし2008年の北京オリンピックでもナショナルチームの一員として帯同したものの、出場機会を得られなかった。
2010年、世界選手権・1kmタイムトライアルで3位。同年4月から9月まで、短期登録選手として競輪に参加。なお、JKAにおける選手登録名は、フランソワ・ペルビスとなる。2014年7月23日の岸和田競輪場では上がりタイム10秒3で、同地のバンクレコードを更新し、400mバンクでの日本新記録ともなった。
200mFTTの9秒347、1kmTTの56秒303で、世界記録（en）を保持している（2016年現在）。

## 主な実績
2002年
- ジュニア世界選手権自転車競技大会 チームスプリント 優勝

2005年
- UCIトラックワールドカップ2005-2006
  - シドニー - チームスプリント 優勝
- フランス選手権 1kmTT 優勝

2006年
- UCIトラックワールドカップ2005-2006
  - ロサンゼルス - チームスプリント 優勝
- トラックレース世界選手権
  - 1kmTT 3位
- フランス選手権 1kmTT 優勝

2007年
- UCIトラックワールドカップ2006-2007
  - ロサンゼルス - 1kmTT 優勝
- トラックレース世界選手権
  - 1kmTT 2位
- フランス選手権 1kmTT 優勝
- UCIトラックワールドカップ2007-2008
  - ロサンゼルス - 1kmTT 優勝

2008年
- UCIトラックワールドカップ2007-2008
  - コペンハーゲン - 1kmTT & チームスプリント 優勝
- トラックレース世界選手権
  - 1kmTT 3位
- UCIトラックワールドカップ2008-2009
  - マンチェスター - ケイリン 優勝

2009年
- UCIトラックワールドカップ2008-2009
  - 北京 - チームスプリント 優勝
- トラックレース世界選手権
  - ケイリン 2位

2010年
- トラックレース世界選手権
  - 1kmTT 3位
- 競輪では30戦16勝 2着5回、優勝1回

2011年
- UCIトラックワールドカップ2010-2011
  - 北京 - 1kmTT & チームスプリント 優勝
- トラックレース世界選手権
  - 1kmTT 3位
- UCIトラックワールドカップ2011-2012
  - カリ - 1kmTT 優勝

2012年
- UCIトラックワールドカップ2011-2012
  - 北京 - ケイリン 優勝
- 9月〜12月まで参加した競輪では27戦14勝。優勝4回（4場所連続優勝）。

2013年
- トラックレース世界選手権
  -  1㎞TT 優勝
  - スプリント 3位
  - チームスプリント 3位